# Mycteria americana
El tántalo americano, cigüeña de cabeza pelada o cigüeñón (Mycteria americana) es una especie de ave Ciconiiforme de la familia Ciconiidae ampliamente distribuida por las regiones cálidas de América del Sur, Centroamérica y el sur de América del Norte. Es también conocido localmente como gabán huesito, cayama, pontoc, cabeza seca y tuyuyú.
La población de América del Norte se encuentra amenazada; se reproduce en el estado de Florida, en el parque nacional de Everglades, e inverna por el litoral del golfo de México, desde la Florida hacia Luisiana y Texas.

## Distribución
Su distribución comprende desde Canadá, pasando por Estados Unidos, México, Guatemala, Nicaragua, Panamá, Cuba, Puerto Rico, Venezuela, Colombia, Guyana, Surinam, Ecuador, Perú, Brasil, Bolivia, Paraguay, Uruguay y Argentina.